# Skiskydning under vinter-OL 2018 – stafet – Herrer
 Stafet for herrer bliver afviklet over 4 gange 7,5 km. Konkurrencen bliver afholdt 23. februar 2018. 

## Konkurrencen
Hver af de fire deltagere skyder to gange à 5 skud, en gange liggende og en gange stående. For hver forbier må deltageren genlade i alt tre gange på hver skydning, da deltagerne har dette antal ekstra patroner med. Forbiere udover dette resulterer i en strafferunde.

## Resultater
| Placering | Start# | Nation       | Navn                                                                    | Tid                                       | Strafferunder (L(e)+S(e))                | Tidsdiff. |
| --------- | ------ | ------------ | ----------------------------------------------------------------------- | ----------------------------------------- | ---------------------------------------- | --------- |
| 1         | 3      | Sverige      | Peppe Femling Jesper Nelin Sebastian Samuelsson Fredrik Lindström       | 1:15:16,5 18:50,9 18:59,9 18:31,5 18:54,2 | 0+2 0+5 0+0 0+1 0+1 0+3 0+1 0+0 0+0 0+1  | -         |
| 2         | 1      | Norge        | Lars Helge Birkeland Tarjei Bø Johannes Thingnes Bø Emil Hegle Svendsen | 1:16:12,0 18:48,1 19:17,5 18:16,3 19:50,1 | 0+4 1+8 0+1 0+1 0+3 0+3 0+0 0+1 0+0 1+3  | +55,5     |
| 3         | 4      | Tyskland     | Erik Lesser Benedikt Doll Arnd Peiffer Simon Schempp                    | 1:17:23,6 18:23,6 19:48,2 18:23,8 20:48,0 | 0+3 3+7 0+0 0+1 0+0 2+3 0+0 0+0 0+3 1+3  | +2:07,1   |
| 4         | 8      | Østrig       | Tobias Eberhard Simon Eder Julian Eberhard Dominik Landertinger         | 1:18:09,0 19:03,6 18:47,4 19:53,9 20:24,1 | 0+2 2+9 0+1 0+2 0+0 0+1 0+1 2+3 0+0 0+3  | +2:52,5   |
| 5         | 2      | Frankrig     | Simon Desthieux Émilien Jacquelin Martin Fourcade Antonin Guigonnat     | 1:18:43,1 20:12,1 19:06,0 20:01,2 19:23,8 | 0+4 3+8 0+2 2+3 0+0 0+1 0+1 1+3 0+1 0+1  | +3:26,6   |
| 6         | 17     | USA          | Lowell Bailey Sean Doherty Tim Burke Leif Nordgren                      | 1:19:06,7 19:14,2 19:14,0 19:32,5 21:06,0 | 2+6 0+8 0+2 0+2 0+1 0+0 0+0 0+3 2+3 0+3  | +3:50,2   |
| 7         | 11     | Tjekkiet     | Ondřej Moravec Michal Šlesingr Jaroslav Soukup Michal Krčmář            | 1:19:23,6 18:58,1 18:36,5 20:40,3 21:08,7 | 0+4 2+9 0+0 0+3 0+1 0+0 0+1 1+3 0+2 1+3  | +4:07,1   |
| 8         | 16     | Hviderusland | Anton Smolski Raman Yaliotnau Sergey Bocharnikov Vladimir Chepelin      | 1:20:06,0 18:51,4 19:55,8 21:02,4 20:16,4 | 2+6 1+6 0+0 0+1 0+1 1+3 2+3 0+1 0+2 0+1  | +4:49,5   |
| 9         | 9      | Ukraine      | Artem Pryma Serhiy Semenov Vladimir Semakov Dmytro Pidruchnyi           | 1:20:17,3 18:47,5 20:19,4 20:55,7 20:14,7 | 0+0 2+9 0+0 0+0 0+0 0+3 0+0 1+3          | +5:00,8   |
| 10        | 10     | Slovenien    | Miha Dovžan Klemen Bauer Mitja Drinovec Lenart Oblak                    | 1:20:17,3 19:33,5 19:44,1 20:23,1 20:36,6 | 0+5 1+5 0+0 0+2 0+1 1+3 0+3 0+0 0+1 0+0  | +5:00,8   |
| 11        | 12     | Canada       | Christian Gow Scott Gow Macx Davies Brendan Green                       | 1:20:56,8 19:11,8 19:23,3 22:16,0 20:05,7 | 0+4 1+7 0+0 0+3 0+0 0+0 0+3 1+3 0+1 0+1  | +5:40,3   |
| 12        | 5      | Italien      | Thomas Bormolini Lukas Hofer Giuseppe Montello Dominik Windisch         | 1:21:35,6 20:03,8 19:00,7 20:37,5 21:53,6 | 1+5 3+11 0+1 0+3 0+1 0+2 0+0 1+3 1+3 2+3 | +6:19,1   |
| 13        | 13     | Estland      | Rene Zahkna Kalev Ermits Roland Lessing Kauri Kõiv                      | 1:22:26,4 19:32,7 20:05,6 21:12,2 21:35,9 | 1+5 2+10 0+2 0+2 0+0 1+3 1+3 0+2 0+0 1+3 | +7:09,9   |
| 14        | 18     | Rumænien     | George Buta Remus Faur Gheorghe Pop Cornel Puchianu                     | 1:22:51,1 20:32,7 20:16,9 20:25,6 21:35,9 | 0+1 2+7 0+0 0+1 0+0 0+2 0+1 0+1 0+0 2+3  | +7:34,6   |
| 15        | 6      | Schweiz      | Serafin Wiestner Benjamin Weger Jeremy Finello Mario Dolder             | 1:23:06,1 21:30,0 19:17,2 20:22,6 21:56,3 | 2+8 3+11 2+3 0+3 0+3 0+2 0+2 0+3 0+0 3+3 | +7:49,6   |
| 16        | 7      | Bulgarien    | Krasimir Anev Anton Sinapov Dimitar Gerdzhikov Vladimir Iliev           | LAP 19:59,9 19:52,2 LAP 0                 | 1+5 2+8 0+0 1+3 0+2 0+2 1+3 1+3 0        | +9:59,7   |
| 17        | 14     | Kasakhstan   | Maxim Braun Vassiliy Podkorytov Vladislav Vitenko Roman Yeremin         | LAP 20:13,2 20:55,7 LAP 0                 | 0+5 2+5 0+0 0+1 0+3 0+1 0+2 2+3 0        | +9:59,8   |
| 18        | 15     | Slovakiet    | Matej Kazár Tomáš Hasilla Šimon Bartko Martin Otčenáš                   | LAP 18:42,0 22:04,0 LAP 0                 | 4+6 1+5 0+0 0+0 0+3 1+3 4+3 0+2 0        | +9:59,9   |

## Medaljeoversigt
| Event         | Guld                                                                              | Sølv                                                                                  | Bronze                                                                |
| ------------- | --------------------------------------------------------------------------------- | ------------------------------------------------------------------------------------- | --------------------------------------------------------------------- |
| Stafet Herrer | Sverige · Peppe Femling · Jesper Nelin · Sebastian Samuelsson · Fredrik Lindström | Norge · Lars Helge Birkeland · Tarjei Bø · Johannes Thingnes Bø · Emil Hegle Svendsen | Tyskland · Erik Lesser · Benedikt Doll · Arnd Peiffer · Simon Schempp |